# Elgonina splendida
Elgonina splendida är en tvåvingeart som beskrevs av Amnon Freidberg och Merz 2006. Elgonina splendida ingår i släktet Elgonina och familjen borrflugor.
Artens utbredningsområde är Kenya. Inga underarter finns listade i Catalogue of Life.